# Ардатовский светотехнический завод
Ардатовский светотехнический завод — крупное российское предприятие, специализирующееся на производстве светотехнической продукции. Расположен в Ардатовском районе, Мордовия.

## История
Завод был создан по решению Совета Министров СССР от 6 апреля 1949 года на месте бывшей мельницы, расположенной на территории посёлка Тургенево Ардатовского района Республики Мордовия.
В соответствии с приказом министерства Электротехнической промышленности СССР за № Е-205 от 1 августа 1949 года Ардатовскому светотехническому заводу было присвоено название «Государственный союзный светотехнический завод Министерства электропромышленности».
В 1960 году завод утвержден головным предприятием страны по производству осветительной арматуры общего назначения. 12 ноября 1992 года произведена регистрация АООТ «Лисма-АСТЗ» (в последующем переименовано в ОАО «АСТЗ»).
В 2012 году запущен комплекс по производству зеркальных растровых светильников.

## Предприятие сегодня
Доля на рынке технического света составляет около 5 %.
Продукция предприятия составляет 90 % промышленной продукции Ардатовского района. Объём реализации в 2012 году составил 996 млн рублей.

## Продукция
Предприятие специализируется на выпуске продукции следующего назначения:
- световые приборы для промышленных помещений с люминесцентными лампами, газоразрядными лампами высокого давления, лампами накаливания для производственных помещений различных отраслей промышленности для эксплуатации в помещениях с нормальными и агрессивными условиями окружающей среды;
- световые приборы для административно-общественных помещений с люминесцентными лампами типа Т5, Т8, КЛЛ;
- световые приборы для наружного освещения с энергосберегающими лампами;
- облучатели бактерицидные и эритемные для сельскохозяйственных, общественных и административных помещений;
- пускорегулирующие аппараты для люминесцентных ламп.